# Булат Окуџава
Булат Шалвович Окуџава (рус. Булат Шалвович Окуджава, груз. ბულატ ოკუჯავა; Москва, 9. мај 1924 — Париз, 12. јун 1997) био је совјетски и руски песник, прозаист, композитор и сценарист.

## Младост и детињство
Булат Окуџава се родио у Москви 9. маја 1924. године у породици која је дошла у Москву из Тбилисија да би студирала на Комунистичкој академији. Отац, Шалва Степанович Окуџава, Грузин и партијски активист, а мајка Ашхен Степановна Налбандјан, Јерменка, рођака јерменског песника Ваана Терјана. По Булатовом рођењу, отац је постао комесар грузинске дивизије на Кавказу, а мајка је остала у Москви где је радила у партијском апарату. Кад му је било шест година, Булата су вратили у Тбилиси где је уписан у школу на руском језику. Отац Шалва је 4. августа 1937. године стрељан заједно са два његова брата, као присталице Троцког. Године 1938. мајка Ашхен је била ухапшена и послата у један гулаг у Карелији, одакле се вратила 1947. године. Окуџава је од 1940. године живео код рођака у Тбилисију. Тамо је изучио токарски занат и радио у фабрици као токар.
Априла 1942. године, после завршеног деветог разреда, Окуџава је мобилисан и послат на закавкаски фронт у минобацачку јединицу, где је октобра исте године рањен. Након опоравка није се вратио на фронт, већ је служио у резервном стрељачком пуку у Батумију, а затим у артиљеријској бригади закавказког фронта све до марта 1944. године, када је демобилисан из здравствених разлога и вратио се у Тбилиси. Након положене матуре, Окуџава је 1945. године уписао филолошки факултет Тбилиског универзитета, где је дипломирао 1950. године.

## Песник, бард
Прва Окуџавина песма «Нам в холодных теплушках не спа́лось»(Не спава нам се у хладним вагонима) је о његовој служби у артиљеријској бригади, текст ове песме није сачуван. Другу своју песму, «Стара студентска песма» («Незасит и тврдоглав…»), Окуџава је написао 1946. године. Окуџава је своје прве стихове објавио у гарнизонским новинама Закавкаског фронта «Борац РККА» (касније — «Ленинска застава»), под псеудонимом А. Долженов.
Радећи у Калужској области, Окуџава је објављивао своје стихове у новинама «Млади лењинист». Године 1956. је објавио своју прву збирку стихова «Лирика».
После рехабилитације оба родитеља 1956. године и Двадесетог конгреса КПСС Окуџава је био примљен у Комунистичку партију Совјетског Савеза. У Москву се преселио 1959. године, где је почео да рецитује своје песме, које су убрзо постале популарне. Године 1961. напушта посао учитеља и искључиво се посвећује писању. У времену од 1956—1967 Окуџава је написао многе од својих касније популарних песама: «На Тверском булевару», «Песмица о Љоњки Краљици», «Песмица о плавој лоптици», «Сентиментални марш», «Песмица о поноћном тролејбусу», «Ни луталице, ни пијандуре», «Московски мрав», «Песмица о комсомолској богињи» и др.
Године 1961. је у Харкову одржано прво официјелно вече ауторских песама Окуџаве. Окуџава се 1962. године први пут појавио у филму «Ланчана реакција», где је рецитовао своју песму «Поноћни тролејбус».
У 1970. години појавио се филм «Белоруска железничка станица», где се певала Окуџавина песма «Нама је потребна једна победа». Окуџава је био аутор и других популарних песама писаних за филмове као што су «Сламени шеширић», «Жења, Женечка и «каћуша»». Написао је више од 70 песама за 50 филмова, а његове песме из филма «Бело сунце у пустињи» (1969) су постале класика.
Компоновао је више од 200 музичких композиција и чијих текстова је аутор. Његове песме су мешавина руског традиционалног фолклора и француске шансоне. "Окуџавина поезија има шарм уличног протеста, има декадансу француске шансоне, поседује дах урбаног живота, здружене у једноставну поруку братства. Али, уместо ка помирености боемског очајања, она је еволуирала ка животворности борбене сатире."

## Јединствени Окуџава
Окуџавине поеме су пуне доброте, храбрости и лепоте, а у исто време, ироније и смисла за хумор. Поседовао је изузетан дар за мелодију и интелигентну лирику. Фазил Искандер је једном приликом рекао о Окуџави: “И одједном се појавио човек који је показао у својим песмама да је све о чему наши људи говоре у кухињи, у уском кругу или мисле у време несанице – да је све то веома, веома значајно.” Његово име је постало одредница а он сам један од оснивача тзв. жанра уметничке песме. Он сам је био оригинални песник и прозни писац, аутор многих збирки песама и чак историјских романа. Сам је себе видео као песника, а своје музичке нумере сматрао безначајним.
Прве своје песме је Окуџава снимио у Паризу 1968. године, а у Немачкој и Пољској снимљене песме су се продавале и биле популарне у касним 1960–им. Тек 1970. године је Московски радио почео да их емитује. Средином 1970–их је снимио и пустио у продају своје песме у Совјетском Савезу, док су се књиге његових песама штампале и продавале одвојено.
Руски вајар Ернест Неизвестни је рекао о Окуџави: “Тачно је да је Булат био талентован, отворен и музикалан. Поред тога, имао је конзистентне погледе и на неки начин је био филозоф. Узгред речено, чак је и личио на Гандија.”

## Друштвена делатност и политички ставови
Са почетком перестројке Горбачова Окуџава се активно укључио у друштвени живот Совјетског Савеза и Русије: од 1989. је члан-оснивач руског ПЕН центра, излази из КПСС 1990, од 1992. је члан комисије за помиловања председника РФ, а од 1994. члан комисије државних награда РФ. Био је и члан савета друштва «Мемориал».
Имао је негативно мишљење о Лењину и Стаљину, а у његовом интервјуу који је дао «Новој Газети» указује на сличности између фашизма и стаљинизма.
Године 1993. Окуџава је потписао «Писмо четрдесет двојице» у коме се захтевала забрана комунистичких и националистичких партија, фронтова и удружења, одрицање легалности Конгреса народних депутата и Врховног Совјета, суђење присталицама Врховног Совјета у време растурања Врховног Совјета октобра 1993. године у Москви.
Имао је негативно мишљење о неким политичарима (Хасбулатову, Макашову, Руцком) који су били на страни Врховног Совјета, а осудио је и рат у Чеченији.

## Породица
Окуџава се женио два пута. Његова прва жена је била Галина Васиљевна Смољјанинова (1926—1965) са којом се упознао као студент и оженио 1947. године. Са Галином је имао двоје деце - сина Игора (2. јануара 1954 — 11. јануара 1997) и неименовану кћер која је умрла као беба.
Његова друга жена је била Олга Владимировна Арцимович са којом је добио сина Антона 1965. године.
Окуџава се оженио Олгом 1962, а развео од Галине 1964. године. Галина је умрла годину дана касније од срчаног удара, а син Игор је постао зависник од дроге, од чега је и умро. За обе ове несреће Галинина родбина је окривила Булата.

## Смрт
Булат Окуџава је умро 12. јуна 1997. године у војној болници париског предграђа Кламар. Пред саму смрт се крстио под именом Јован по светомученику Јовану Војнику. Ово крштење је обавила његова жена Олга у Паризу по предлогу и благослову једног од стараца Псковско-Печорског манастира. Окуџаву су опојали у Московском храму светих врачева Кузмана и Дамјана. Поводом религиозних ставова и погледа Окуџаве, један од православних свештеника је рекао: «Окуџава је само мислио да не верује. У самој суштини су његове песме псалми нашега века». Сахрањен је на Вагањковском гробљу града Москве.

## Одликовања, награде и почасти

### Одликовања
- Орден Отаџбинског рата I степена (1985).
- Орден пријатељства народа (1984).
- Медаља Жукова (1996).
- Медаља «За одбрану Кавказа» (1944).
- Медаља «За победу над Немачком у Великом отаџбинском рату 1941—1945» (1945).
- Медаља «Двадесет година од победе у Великом отаџбинском рату 1941—1945.» (1965).
- Медаља «Тридесет од победе у Великом отаџбинском рату 1941—1945.» (1975).
- Јубиларна медаља «Четрдесет година од победе у Великом отаџбинском рату 1941—1945» (1985).
- Медаља «50 година од победе у Великом отаџбинском рату 1941—1945 1941—1945 » (1995).
- Медаља «50 година Оружаних снага СССР» (1968).
- Медаља «60 година Оружаних снага СССР» (1977).
- Медаља «70 година Оружаних снага СССР» (1988).
- Почасна медаља Управе Совјетског фонда мира[7].

### Награде
- Прва награда Струшких вечери поезије «Златни венац», Југославија (1967).
- Награда «Златна гитара» на фестивалу у Сан-Рему, Италија (1985).
- Награда «Пењо Пенев», Бугарска (1990).
- Награда «За храброст в литератури» А. Д. Сахарова независног удружења писаца «Април» (1991).
- Државна награда СССР (1991) — за зборник стихова «Посвећено вама» (1988).
- Награда «Русский Букер» (1994) — за аутобиографски роман «Уништени театар»[5].

### Почасти
- Почасни докторат хуманитарних наука Универзитета у Норвичу, САД (1990)
- Почасни грађанин Калуге (1996)[7]
- Астероиду 3149, који је открила Чехиња Зденка Ваврова (Zdeňka Vávrová), је дато име Окуџава (1981)[8]

## Дела

### Збирке песама
- Лирика (1956)
- Острва (1959)
- На путу за Тинатин (1964)
- Весели добош (1964)
- Март великодушности (1967)
- Арбате, мој Арбате (1976)

### Прозни радови и збирке приповедака
- Жив био, ђаче
- Фотограф Жора
- Промоксис
- Јутро се боји нежном светлошћу
- Приватни живот Александра Пушкина
- Као из кутије
- Дивне пустоловине

### Романи
- Јадни Авросимов (1969)
- Авантуре тајног агента Шипова (1971)
- Путовање дилетаната (1978)[9]
- Гутљај слободе (1979; по драматизацији романа "Јадни Авросимов", сва каснија издања објављена су под овим називом)
- Сусрет с Бонапартом (1983)
- Укинуто позориште (аутобиографски роман) (1993)